# ノストラダムスが私のハムスターを食べた
『ノストラダムスが私のハムスターを食べた』（ノストラダムスがわたしのハムスターをたべた、Nostradamus Ate My Hamster ）は、イギリス人作家ロバート・ランキンが1996年に出版したファンタジー小説。一見したところ何のつながりもないエピソードが畳み掛けられ、結末で一つに収斂していくように構成されている。それらのエピソードには、タイムトラベルや、アドルフ・ヒトラーによって漠然と計画されたエイリアンの侵略未遂などが含まれている。
この作品は、著者ランキンのナレーションによる同名のCDも出版されている。